# Giovan Ramos
Giovan Ramos, właściwie Juan Luis López Ramos, występujący także jako Giovan D’Angelo (ur. 2 grudnia 1972 w Barcelonie) – meksykański aktor telewizyjny i model pochodzenia hiszpańskiego. Stał się znany w Polsce z roli Ramiro Albornoza w telenoweli Anita i jako Donato D’Angeli w telenoweli Paulina.

## Filmografia

### telenowele
- 1995: Więzy miłości (Lazos de Amor) jako Armando
- 1998–99: Kamila (Camila) jako Lorenzo Alarcon
- 1998: Paulina (La Usurpadora) jako Donato D'Angeli
- 2000: Tajemnice pocałunku (Por un beso) jako Ricardo Leyva
- 2002: Klasa 406 (Clase 406) jako Federico 'Fede' Barbera
- 2003: Córka przeznaczenia (Niña... amada mía) jako Edgar Ulloa
- 2004–2005: Anita (Anita, No Te Rajes!) jako Ramiro Albornoz
- 2005–2006: Decyzje (Decisiones) jako Andres
- 2005–2006: Złamane serce (Corazón Partido) jako Nelson